# Kapel Onze-Lieve-Vrouw van Willerieken

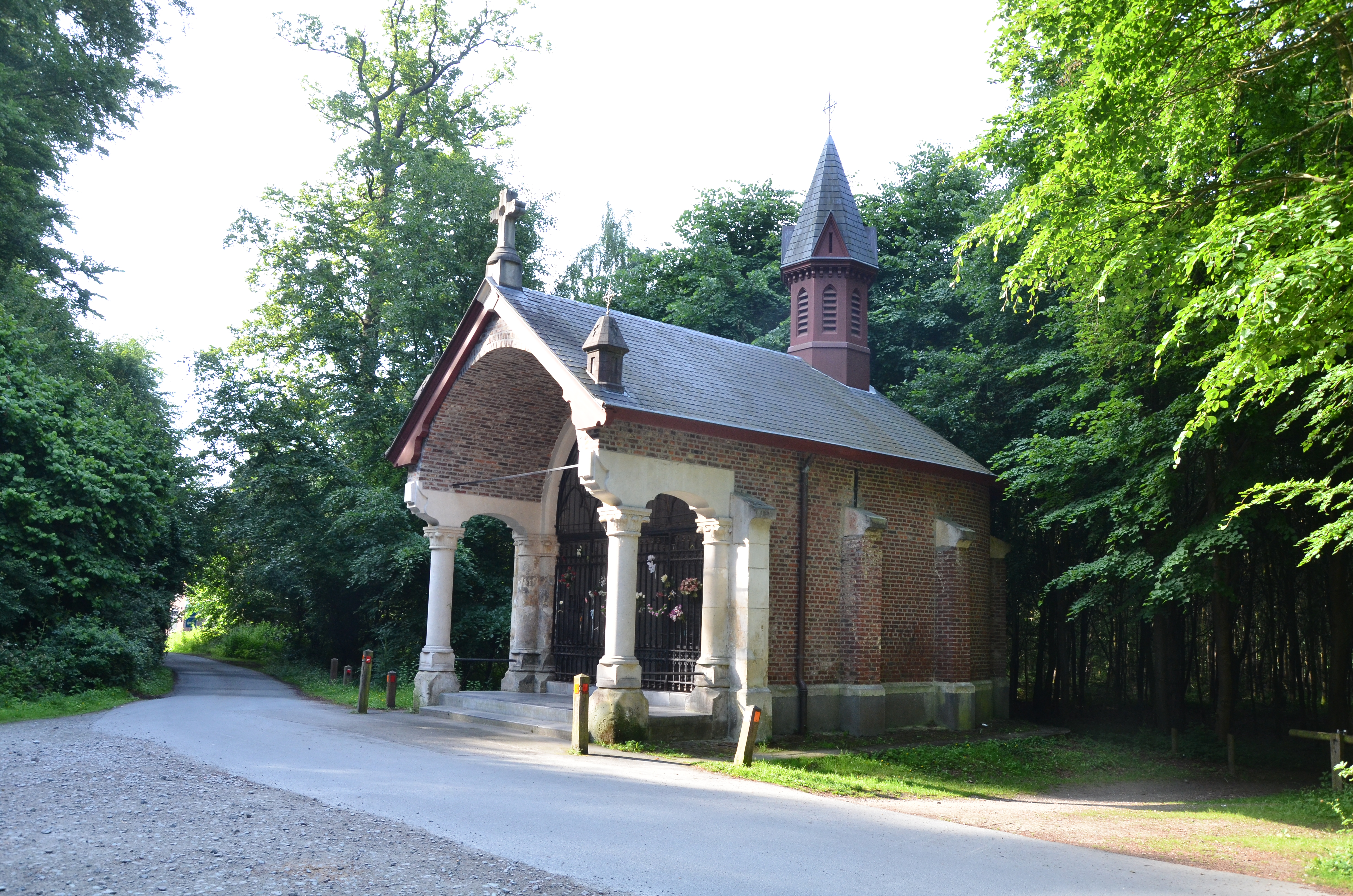
De 19e-eeuwse kapel langs de Willeriekendreef

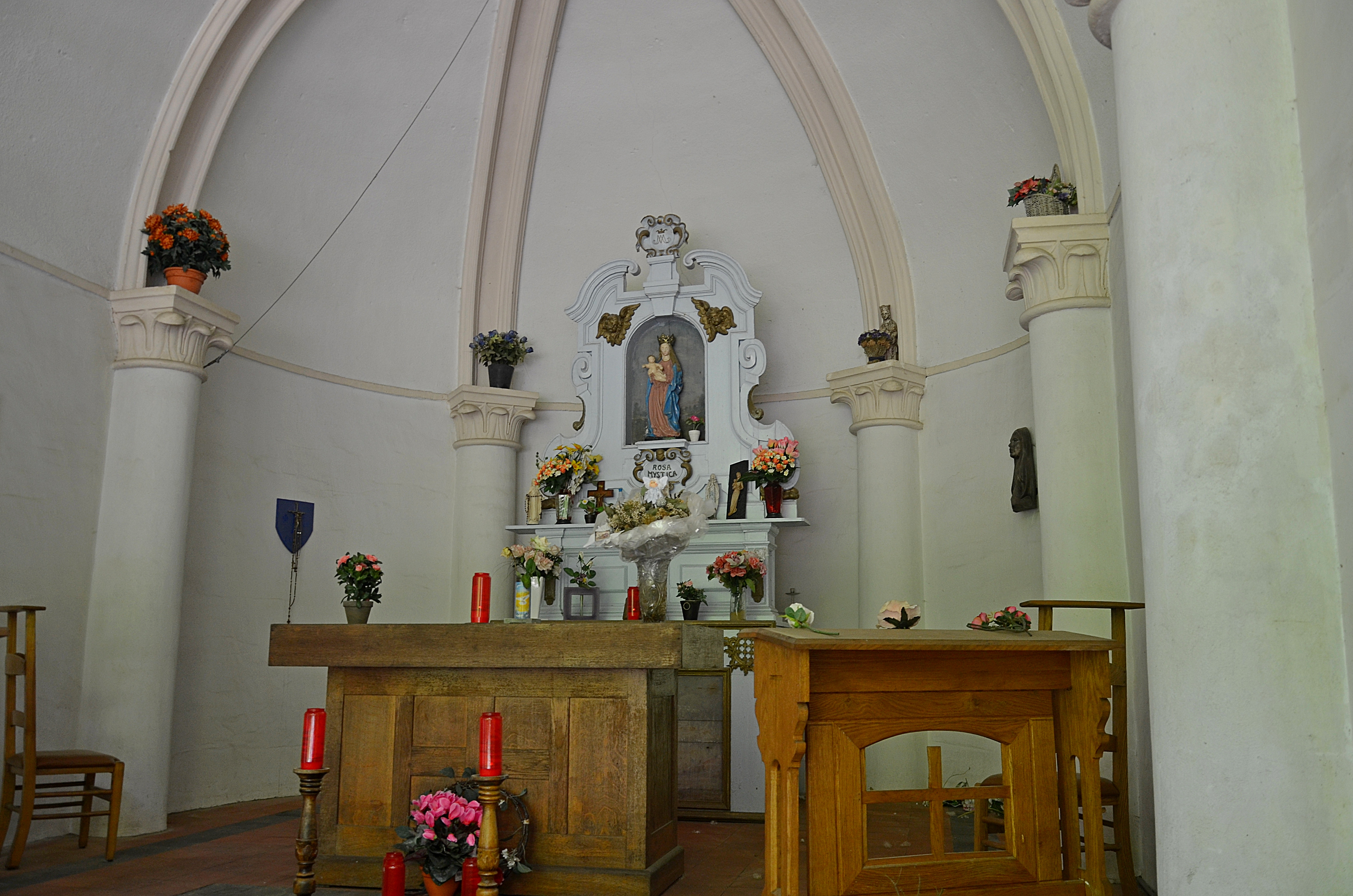
Binnenaanzicht met het altaar. Het gepolychromeerde Mariabeeld dateert uit het eind van de 15e eeuw.

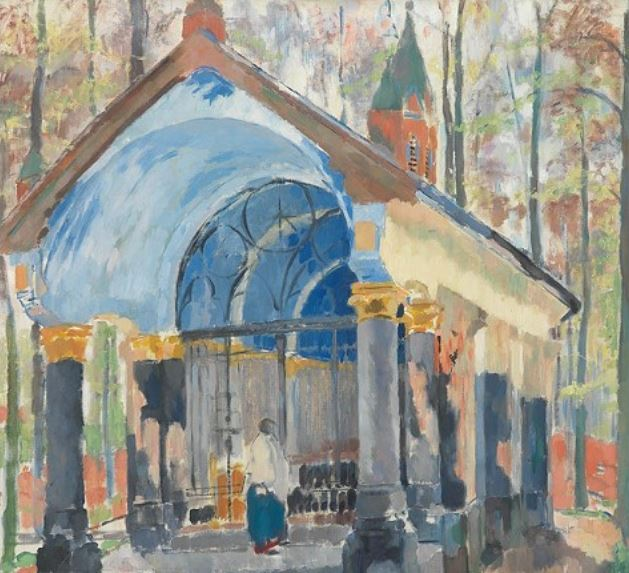
Rik Wouters maakte in 1913 een aquarel van de kapel, tegenwoordig in het bezit van de KMSKA.

De Kapel Onze-Lieve-Vrouw van Willerieken is een bidplaats in het Zoniënwoud gelegen op het grondgebied van de Belgische gemeente Hoeilaart. De kapel staat aan de Willeriekendreef, een bosweg tussen Hoeilaart en Bosvoorde, en nabij de Welriekendedreef, een verkeersweg van Hoeilaart naar Jezus-Eik.

## Geschiedenis
Sanderus schreef de naam van Onze Lieve Vrouwe tot Welriecken toe aan de geurige kruiden die er met Maria's zegen groeiden. Een stenen kapel is eind 15e eeuw gebouwd in opdracht van Maximiliaan van Oostenrijk. Volgens Jan Gielemans, hagiograaf uit het Rooklooster, is dit gebeurd in 1485, terwijl Sanderus het houdt op 1477.
De oorsprong van de kapel lag in een houten Mariabeeld aangebracht tegen een boom bij het kruispunt van de wegen Bosvoorde-Hoeilaart en Groenendaal-Jezus-Eik. Op Maria-Boodschap (25 maart) werd het beeld aanroepen tegen de koorts. Jan Hinckaert liet een dak aanbrengen boven het beeld en plaatste er een offerblok, dat kort nadien ontvreemd werd. Twee daders werden gevat en bekenden onder tortuur. De ene stierf kort daarna door een ziekte, de andere leefde nog vroom en voorspoedig. Daarop werd de bouw van een houten kapel aangevat. Timmerman Willem Hinckaert kreeg de opdracht van de pastoor van Hoeilaart, bijgestaan door de lokale smid en een zekere Gillis de Lathouwere.
Broeder Hendrik vanden Hecke uit de Priorij van Groenendaal legde op 21 juli 1485 namens hertog Maximiliaan de eerste steen van een nieuw gebedshuis. De broeder is als stichter afgebeeld op het 16e-eeuwse erepaneel van het klooster. In 1620 moet de kapel zijn verbouwd, want dat jaartal was vermeld op de voorgevel, die met een houten hek was afgesloten. In 1718 vroeg de Noor Thomas Jansen Thorson toestemming om een kluis te bouwen aan de kapel, maar het werd hem geweigerd.
De Hoeilaartse kerkfabriek signaleerde in 1862 dat de kapel, die op een rotonde was terechtgekomen, in verval was. Er werd voorgesteld om de oude kapel te vervangen door een groter exemplaar even verderop, wat niet alleen het verkeer en de pelgrims ten goede zou komen, maar ook een einde moest maken aan de rompslomp die voortkwam uit de ligging op het snijpunt van drie gemeenten (Overijse, Bosvoorde en Hoeilaart). Eens goedgekeurd werd in 1864 op enkele maanden tijd de nieuwe bidplaats gebouwd, naar een neoromaans geïnspireerd ontwerp van een zekere Bastin, waarbij sommige oude stenen werden hergebruikt. Na de inwijding door pastoor Imbrechts bleven meisjes tijdens de jaarlijkse bedevaart naar oude gewoonte hun kousenband vastmaken aan het ijzeren hek van de kapel. Tegen dan was niet meer zeker of ze Maria om verlossing van koorts vroegen, dan wel om een geliefde.
Ook kunstenaars vonden in de belle époque hun weg naar de kapel. Rodin keerde in 1906 ontroerd terug naar de plek waar hij zijn 'woeste muze' had ontmoet, de Natuur. Rik Wouters maakte in zijn topjaren een aquarel van de kapel, met de typische naast elkaar geplaatste kleurvlakken. Aan de rust rond de kapel kwam een einde in de jaren 70 door de aanleg van de R0 vlakbij. Een vrachtwagen crashte in 1999 tegen het gebouw en deed het voorportaal instorten. De restauratie was in 2002 voltooid.
Jaarlijks vindt met Maria-Tenhemelopneming (15 augustus) een openluchtmis plaats aan Onze-Lieve-Vrouw van Willerieken.